# X-treme Close-Up
X-treme Close-Up  är en video av gruppen Kiss, släppt 18 augusti 1992. Videon innehåller musikvideor och livematerial.

## Spellista
1. PolyGram KISS commercial (1992)
2. Unholy (Video, 1992)
3. Sure Know Something (Video excerpt, 1979)
4. Watchin' You (Live excerpt, 1975)
5. Cadillac High School visit newsreel (1976)
6. Black Diamond (Live Excerpt, 1976)
7. Australian 60 Minutes (Segment, 1980)
8. Cold Gin (Live excerpt, 1975)
9. Deuce (Live excerpt, 1976)
10. 100,000 Years (Live excerpt, 1976)
11. Let Me Go, Rock And Roll (Live excerpt, 1976)
12. Beth (Live excerpt, 1977)
13. God of Thunder (Live excerpt, 1977)
14. Black Diamond (Live excerpt, 1977)
15. Love 'Em And Leave 'Em (Video, 1976)
16. Hard Luck Woman (Video, 1976)
17. Kiss dolls commercial (1978)
18. Kiss comics newsreel (1977)
19. I Stole Your Love (Live excerpt, 1978)
20. Rock And Roll All Nite (movie opening sequence, 1978)
21. Phantom sequence, 1978
22. I Was Made For Lovin' You (Video excerpt, 1979)
23. A World Without Heroes (Video excerpt, 1981)
24. Creatures Of The Night (Excerpt, 1982)
25. Calling Dr. Love (Live excerpt, 1983)
26. War Machine (Live excerpt, 1983)
27. Lick It Up (Video excerpt, 1983)
28. Let's Put The X In Sex (Video excerpt, 1988)
29. Rise To It (Video, 1989)
30. Hide Your Heart ("Censored Edit" Video, 1989)
31. Forever (Video, 1989)
32. I Just Wanna (Video excerpt, 1992)
33. God Gave Rock And Roll To You II (Over closing credits)